# Václav Krupka
Václav Krupka (6. května 1914 Nový Bydžov – 26. ledna 1994 Praha) byl československý protinacistický odbojář, spolupracovník výsadkové skupiny Silver A.

## Životopis

### Václav Krupka a Hana Zýková
Po rozpuštění prvorepublikové československé armády (v létě 1939) byl poručík jezdectva Václav Krupka zaměstnán ve Východočeském elektrárenském svazu. V únoru 1940 se Krupka v pardubickém hotelu Grand při taneční zábavě seznámil s Hanou Zýkovou. Tehdy stál před rozhodnutím, zda odejít z protektorátu za hranice nebo zůstat a oženit se. Nakonec se po tříměsíční známosti dvacetišestiletý Václav Krupka dne 19. června 1940 oženil se sotva devatenáctiletou Hanou.

### Silver A
Paradesantní výsadek Silver A uskutečněný 29. prosince 1941 změnil natrvalo osudy manželů Krupkových. Hanina kamarádka Taťána Vranešičová pocházela z rodiny známého pardubického obchodníka. Provdala se za Františka Hladěnu. Tento bývalý plochodrážní závodník zastupoval firmu Škoda a (mimo jiné) pracoval pro pardubické gestapo jako odhadce konfiskovaných aut. Začátkem ledna 1942 se manželé Krupkovi prostřednictvím Taťány dozvěděli, že se u Hladěnů skrývá parašutista Motyčka (nadporučík Alfréd Bartoš – velitel výsadku Silver A). (Alfréd Bartoš se znal s Václavem Krupkou z předválečné vojenské služby.) Setkání a nabídka Františka Hladěny, aby manželé Krupkovi začali spolupracovat s parašutisty, byla jen otázkou času. Hana a Taťána fungovaly jako spojky a brzy se seznámily i s ostatními členy para-výsadku – Josefem Valčíkem a radiotelegrafistou Jiřím Potůčkem.

### Pobyty v Praze
Při pobytech a návštěvách v Praze používali manželé Krupkovi a Alfréd Bartoš různá místa:
- V dnes již neexistujícím domě (na adrese Vršovická 962) bydleli manželé Karel a Zdeňka Sedlákovi. V první polovině roku 1942 v jejich bytě několikrát přespal Alfréd Bartoš a také tento byt užívali Hana Krupková a Václav Krupka.
- Václav Krupka měl v Praze strýce a tetu (Bohumil a Věnceslava Česnekovi). Jejich byt (na adrese: Čerchovská 2129/3, 120 00 Praha 2 – Vinohrady, německy se za protektorátu název ulice překládal Schwarzkopfstrasse) používal na jaře 1942 jako jednu z pražských záchytných adres Alfréd Bartoš. Poprvé zde byl Alfréd Bartoš s Václavem Krupkou zřejmě 20. března 1942.

### Václav Krupka a Václav Morávek
Prostřednictvím Zdeňky Bočkové – manželky plukovníka Bohumila Bočka – navázala Hana Krupková kontakt s domácím odbojem, konkrétně se štábním kapitánem Václavem Morávkem (ten pak měl osobní kontakty s agentem A-54 Paulem Thümmelem).
Klíčová schůzka Alfréda Bartoše s Václavem Morávkem se odehrála v Praze na Klárově v Chotkových sadech dne 20. března 1942 ve 23.00 hodin. Byl to Václav Krupka, kdo zajišťoval Bartoše. Václav Řehák pak jistil Morávka. Bartoš předal Morávkovi pět fotografií parašutistů určených pro nové falešné osobní doklady. Kromě fotografie Alfréda Bartoše, Josefa Valčíka a Jiřího Potůčka tam byly ještě dvě podobenky osob, které Václav Krupka neznal. Morávek protistraně předal depeše určené pro Bartošovu vysílačku Libuši (v nich mimo jiné navrhoval zorganizování útěku pro prozrazením ohroženého agenta A-54).
Když byl štábní kapitán Václav Morávek 21. března 1942 večer nedaleko zastávky Prašný most zbaven života, nalezlo u něj gestapo fotografii Josefa Valčíka určenou k výrobě falešné protektorátní legitimace. (Tou dobou Josef Valčík pracoval jako číšník v pardubickém hotelu Veselka.) Jeho „ponor“ do ilegality byl rychlý a následně vystřídal několik úkrytů. Nakonec přešel (v polovině dubna 1942) natrvalo do Prahy. Tady pak svoje další osudy spojil s dvojicí parašutistů Jozef Gabčík (Anthropoid) a Jan Kubiš (Anthropoid).

### V Pardubicích
Hana Krupková zajišťovala spojení mezi Josefem Valčíkem a Alfrédem Bartošem. Doma v Pardubicích pak samotnému Alfrédu Bartošovi často pomáhala při dešifrování a šifrování zpráv do Anglie. Když se Alfréd Bartoš musel v polovině února 1942 odstěhovat od Hladěnů, pobýval krátký čas v Dašicích (město asi 10 km východně od Pardubic) a nakonec nalezl azyl v pardubickém bytě (v Pernerově ulici) u manželů Krupkových. Od té doby se byt manželů Krupkových stal centrem ilegální činnosti Alfréda Bartoše.

### Atentát na R. Heydricha
Dne 27. května 1942 (v den atentátu na R. Heydricha) se Alfréd Bartoš v Pardubicích u Krupků vzpamatovával z úpalu, který si způsobil předchozím neopatrným opalováním. Hana Krupková o něj pečovala, ale Bartoš ji odpoledne vyslal do Prahy, aby u Josefa Valčíka (bydlícího v Biskupcově ulici u Moravcových) zjistila, co se přesně v Praze událo. Povšechné informace přivezla Hana na druhý den (28. května 1942) a tak v následujících čtrnácti dnech přijímal Bartoš u Krupků celou řadu návštěv z Prahy. Postupně tak získal obraz o dění v Praze: několik výsadkářů z různých disentů, kteří žili v ilegalitě na různých místech v Praze, se postupně přesunulo do kostela v Resslově ulici. Cestou z Brna (kde sháněla konzervy pro parašutisty) se v Pardubicích v bytě u Krupků zastavila i Marie Moravcová.
Ne zcela doléčený Alfréd Bartoš se rozhodl odejít od Krupků a organizovat ilegální činnost z jiného místa. Dne 16. června 1942 odjeli manželé Krupkovi na krátkou dovolenou do Police nad Metují, kde hodlali vyčkat než se situace uklidní.

### Zrada Karla Čurdy
Dne 16. června 1942 přišel do bytu manželů Josefa a Marie Svatošových (na adrese: Melantrichova 463/15; 110 00 Praha 1 – Staré Město) hned po svém návratu do Prahy parašutista Karel Čurda (příslušník výsadku Out Distance). Byt opustil před 12.00 hodinou a rovnou odsud odešel do Petschkova paláce. Tady se v hlavní úřadovně pražského gestapa dobrovolně přihlásil a vypověděl vše nejen o svém výsadku, ale i o dosavadních pomocnících parašutistů. Karel Čurda vyzradil úkryt u Svatošových, Hanu a Václava Krupkovy z Pardubic, manžele Moravcovy z Biskupcovy ulice a dále pak všechny, kteří ho v Protektorátu Čechy a Morava ubytovali (manželé Svatošovi byli s celou rodinou téhož dne zatčeni a všech šest členů jejich rodiny bylo popraveno v KT Mauthausenu dne 24. října 1942.)

### Zatčení manželů Krupkových
V hotelu Pejskar v Polici nad Metují, kde se ubytovali, je však hned druhého dne brzy ráno (17. června 1942) zatklo gestapo. Byli okamžitě převezeni do Petschkova paláce – sídla pražského gestapa. Byl to parašutista Karel Čurda (z výsadku Out Distance), který na gestapu dobrovolně promluvil a prozradil (kromě mnoha jiných) i manžele Krupkovy, u kterých v Pardubicích (krátce po svém seskoku) v březnu 1942 bydlel.

### Wilhelm Schultze

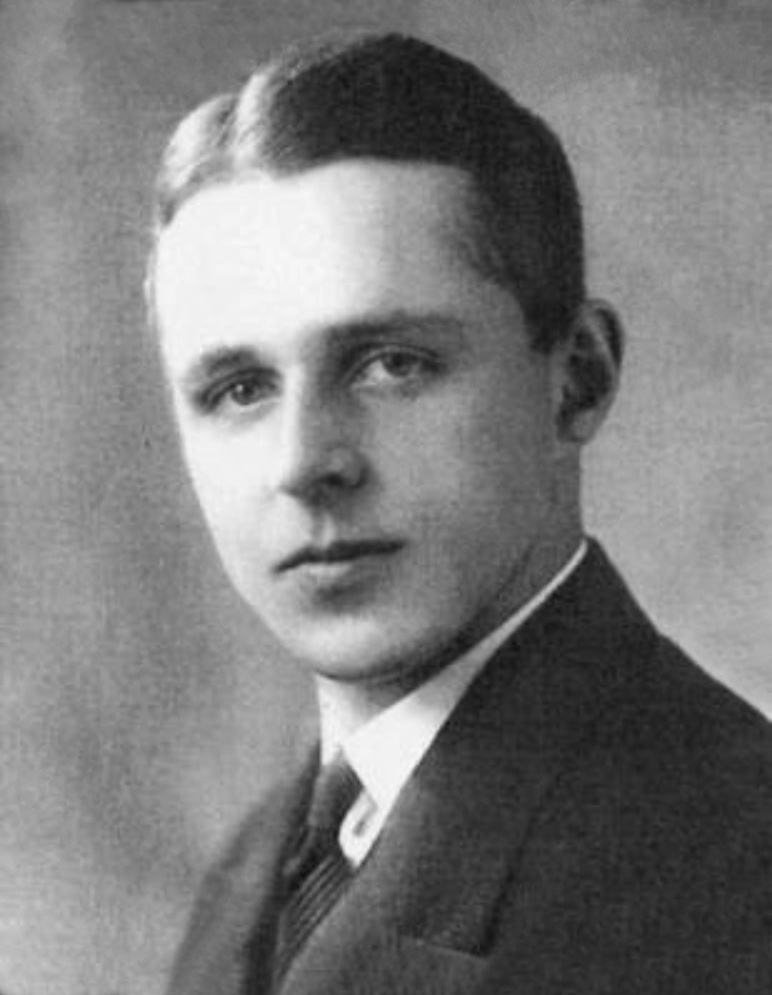
Wilhelm Schultze

Večerní výslech (v noci ze 17. června 1942 na 18. červen 1942) Hany Krupkové v Petschkově paláci vedl šéf kontrarozvědného oddělení Wilhelm Schultze. Kriminální rada Schultze s Hanou jednal velice slušně. Dal přinést jídlo, kávu a cigarety. Hana byla pohledná mladá žena a mezi ní a Schultzem došlo k intimnímu sblížení. Wilhelm Schultze jí slíbil záchranu a přislíbil zachránit i jejího manžela Václava. Když bylo po aktu, odešel Schultze do vedlejší místnosti. Otevřenými dveřmi Hana, ležící na pohovce, slyšela celý výslech svého manžela i co vypovídal. Wilhelm Schultze dodržel svůj slib.

### Další osud manželů Krupkových

#### Hana Krupková
Věznění Hany (v dalších měsících střídavě pobývala v samovazbě na Pankráci a v terezínské Malé pevnosti) bylo ukončeno začátku ledna 1943, kdy byla předvedena na krátkou audienci ke K. H. Frankovi do Černínského paláce. Následně byla propuštěna s tím, že nastoupí do zaměstnání v jinonické Waltrovce, kde bude pracovat pro gestapo jako informátorka. Druhou světovou válku Hana přežila. Jak ukázalo poválečné vyšetřování v továrně, Hana Krupková během posledních dvou válečných let nikoho gestapu neudala.

#### Václav Krupka
Václav Krupka byl vězněn v Terezíně a v Pankrácké věznici, kde se seznámil s dozorcem Adolfem Kolínským. Ten Krupku informoval o zradě Karla Čurdy a doručil jeho moták do Pardubic.
Krupka byl rovněž předveden ke K. H. Frankovi. Tady ovšem nedostal svobodu, nýbrž musel zvolit jednu z nabídek:
- Vstoupit do SS a na frontě v řadách německé armády odčinit svoji účast v československém odboji nebo
- být deportován do koncentračního tábora.

Krupka sice zvolil druhou možnost (KT Mauthausen), ale po intervenci jeho ženy Hany (u Fridricha Wintera z centrály gestapa) byl Václav nakonec (v listopadu 1943) poslán do Flossenbürgu. Tady se dočkal konce druhé světové války.

### Těsně po konci války
Krupková byla zatčena už 9. května 1945 příslušníky Revolučních gard a od července 1945 pak vyslýchána pracovníky OBZ (Obranného zpravodajství). Krupka byl zatčen až na konci května 1945 po návratu z koncentračního tábora. Oba manželé byli podezřelí ze zrádcovství (kolaborace), Krupková čelila navíc podezření z udavačství. Oba byli vyšetřováni a oba byli v červnu roku 1946 (každý v jiném vagóně) převezeni do Chrudimi. Zde byli znovu vyslýcháni a čekali na soudní proces, který se ale nakonec nekonal. Místo soudu byli Václav a Hana Krupkovi propuštěni. Setkali se spolu poprvé až v prosinci roku 1946. Václav Krupka vyčetl své ženě nevěru s kriminálním radou pražského gestapa Wilhelmem Schultzem. (O nevěře své ženy se Krupka dozvěděl až po skončení druhé světové války.) Václav Krupka usiloval o opětné přijetí do československé armády a tak byl ochoten na manželčinu nevěru zapomenout a žít s ní opět v řádném manželském svazku.

### Syn Pavel a rozvod
Hana Krupková byla Mimořádným lidovým soudem (MLS) odsouzena za své válečné působení v jinonické Waltrovce ke třem letům žaláře. Na statku v Běchovicích, kde si odpykávala trest, jí Krupka navštěvoval a vozil jídlo a cigarety. Díky úplatné dozorkyni mohli manželé trávit určitý čas návštěvy o samotě. Při třetí takovéto Krupkově návštěvě přišla Hana do jiného stavu. Václav Krupka považoval těhotenství své ženy za komplikaci ve svém úsilí dosáhnout rozvodu, který by mu umožnil pokračovat ve vojenské kariéře. Manželé Krupkovi byli rozvedeni v květnu 1947; syn Pavel Krupka se narodil ve vězeňské nemocnici v říjnu 1947. Krupková byla propuštěna na svobodu (po odpykání si celého trestu) dne 13. července 1948.

### Pokus o emigraci
Poté, co se dozvěděla, že se chystá obnovení trestního řízení v případu „Krupkovi“, se Hana Krupková rozhodla emigrovat z Československa. Odjela do Žamberka, kde v místní posádce sloužil její bývalý manžel Václav, a navrhla mu společný útěk. Václav Krupka ale na její nabídku nepřistoupil, po jejím odchodu dostal strach, obával se, že se jedná o provokaci a návštěvu své bývalé ženy oznámil na SNB.
K ilegálnímu přechodu státní hranice měla Krupkové pomoci její bývalá spoluvězeňkyně (z roku 1946) Milena Marková, toho času na svobodě operující agentka Stb. Při fingované pohraniční přestřelce (29. října 1948) byla Krupková zatčena, vězněna v Ruzyni a nakonec vyšetřována pracovníkem II. sektoru StB Josefem Richterem, který Hanu v únoru 1949 přiměl podepsat vázací slib s StB. Pod falešnou identitou (jako Jana Králová) byla Hana Krupková v roce 1955 nasazena do zaměstnání u Dopravního podniku v Praze.

### Dekonspirace Hany Krupkové
Při náhodném setkání se svým bývalým mužem Václavem Krupkou v roce 1961 na pražském náměstí Republiky byla dekonspirována. StB už její služby dále nemohla využívat, byla jí vrácena její původní identita, po roce 1968 se legálně vystěhovala do Německa, kde se provdala za Čecha Ivo Schustera. Zemřela v německém Puchheimu na předměstí Mnichova v roce 1997.

### Závěr života
Po završení vojenské aktivní služby byl Václav Krupka učitelem tělesné a branné výchovy na základní škole v Praze na Spořilově. V rámci odpoledních sportovních cvičení zavedl netradiční metody výcviku. Výcvik obsahoval prvky přípravy parašutistů. Učitel Krupka ve věku šedesáti let fyzicky nikdy nezaváhal v názorném výcviku. Žáci svého učitele milovali. I když panovala tuhá sedmdesátá léta a pan učitel Krupka nezakrýval svůj odpor ke komunistům, tak ho měl rád i učitelský sbor paradoxně včetně komunistů. (Anonymní vzpomínka bývalého žáka.)
Václav Krupka byl po roce 1989 rehabilitován a zemřel v Praze v roce 1994.

## Knihy
- KRUPKA, Václav. Neznámí hrdinové. 1. vydání Praha: Naše vojsko, 1975. 161 stran, [2] s. Edice Azimut; Svazek 11.[8]